# Copa Master da Supercopa
A Copa Master da Supercopa foi uma competição oficial de futebol entre clubes profissionais da América do Sul, organizada pela Confederação Sul-Americana de Futebol (CONMEBOL) entre os campeões da Supercopa Libertadores. Foi realizada em apenas duas ocasiões, 1992 e 1995.
Uma terceira edição estava marcada para 1998, mas acabou cancelada.[carece de fontes?] Boca Juniors e Cruzeiro foram os únicos vencedores da competição conquistando um título cada.
O então vencedor ganhou vaga na Copa de Ouro Nicolás Leoz, em 1993 e 1995, sendo que ambas vezes o seu representante foi campeão.
O torneio não deve ser confundido com a Copa Master da CONMEBOL, que foi disputada em 1996 entre os vencedores da Copa CONMEBOL.

## História

### Primeira edição: 1992
A primeira edição, em 1992, contou com todos os 4 campeões da Supercopa de 1988 a 1991: Racing, Boca Juniors, Olimpia e Cruzeiro. Foi disputada no estádio do Vélez Sarsfield, entre os dias 27 e 31 de maio de 1992.
O Boca venceu o Olimpia por 1 a 0, enquanto o Cruzeiro venceu o Racing nos pênaltis por 3 a 1, após empate por 1 a 1 no tempo normal. Na disputa pelo 3º lugar, o Olimpia venceu o Racing por 2 a 1. Na final, o Boca venceu o Cruzeiro também por 2 a 1.

### Segunda edição: 1995
Três anos depoia da primeira edição, a segunda edição foi realizada em 1995, contando com apenas dois campeões da Supercopa: Cruzeiro e Olimpia. Racing, Boca Juniors, São Paulo e Independiente decidiram não participar, alegando falta de datas.
Foi disputada em 3 e 16 março de 1995.
A final foi disputada em ida e volta. No primeiro jogo, em Assunção, empate em 0 a 0. Na segunda partida, em Belo Horizonte, o Cruzeiro venceu o Olimpia por 1 a 0, com gol de Marcelo Ramos, e sagrou-se campeão.
Uma terceira edição estava marcada para 1998, mas a falta de patrocinadores atrasou o evento e acabou sendo cancelada.[carece de fontes?]

## Campeões
| Ano           | Final                    | Final       | Final              | Semifinalistas            | Semifinalistas            | Semifinalistas            |
| Ano           | Vencedor                 | Placar      | Vice               | 3°                        | Placar                    | 4°                        |
| ------------- | ------------------------ | ----------- | ------------------ | ------------------------- | ------------------------- | ------------------------- |
| 1992 Detalhes | Boca Juniors (Argentina) | 2 - 1       | Cruzeiro (Brasil)  | Olimpia (Paraguai)        | 2 - 1                     | Racing (Argentina)        |
| 1995 Detalhes | Cruzeiro (Brasil)        | 0 - 0 1 - 0 | Olimpia (Paraguai) | Apenas dois participantes | Apenas dois participantes | Apenas dois participantes |

## Artilheiros
| Ano  | Artilheiro    | Clube              | Gols |
| ---- | ------------- | ------------------ | ---- |
| 1992 | Jorge Campos  | Olimpia (Paraguai) | 2    |
| 1995 | Marcelo Ramos | Cruzeiro (Brasil)  | 1    |

## Sedes
- José Amalfitani (Buenos Aires, Argentina): 4 jogos
- Defensores del Chaco (Assunção, Paraguai): 1 jogo
- Mineirão (Belo Horizonte, Brasil): 1 jogo